# Лабиринтът: Невъзможно бягство
„Лабиринтът: Невъзможно бягство“ (на английски: The Maze Runner) е американски дистопичен екшън филм от 2014 г. на режисьора Уес Бол в режисьорския си дебют в киното, и е адаптация на едноименния роман, написан от Джеймс Дашнър. Филмът е първата част от филмовата поредица „Лабиринтът“ и е продуциран от Елън Голдсмит-Уейн, Уик Годфри, Марти Боуен и Лий Столман. Във филма участват Дилън О'Брайън, Кая Скоделарио, Томас Броуди-Сангстър, Уил Поултър и Патриша Кларксън.